# 広島電鉄800形電車 (初代)
広島電鉄800形電車（ひろしまでんてつ800かたでんしゃ）は、1951年に広島電鉄で登場、以前在籍していた路面電車車両である。現在活躍中の800形については広島電鉄800形電車 (2代)を参照のこと。

## 概要
1951年にナニワ工機で10両製造された。
京都市電800形の基本設計をベースとしており、同じ形式となった。外観的には前後扉で、前面の中央上部には小型の行先表示器が、それを挟み込む様に両側に通風機が設けられた。
機構的にも全車共通で、直接制御・吊り掛け式が採用され、電動機はMB-245-L形（38kW×2）が、台車はブリル77E形が採用された。
前後扉でワンマン対応することが困難で、ほとんどの車両はワンマン化改造は行われずに、1972年3月には805-810号の5両が、1976年1月には801・802・804・805号の4両が廃車になった。
しかし、1975年の千田車庫の火災で車両不足になったため、その不足を補うために803号のみは前中扉、以前の後扉部は締切窓になり、ワンマンカーに改造され801に改番された。
正面には黄色菱形の警戒塗装がされ、また塗り分け色のテストにも使われたが、不具合が多く長期休車になり、1983年9月に廃車された。

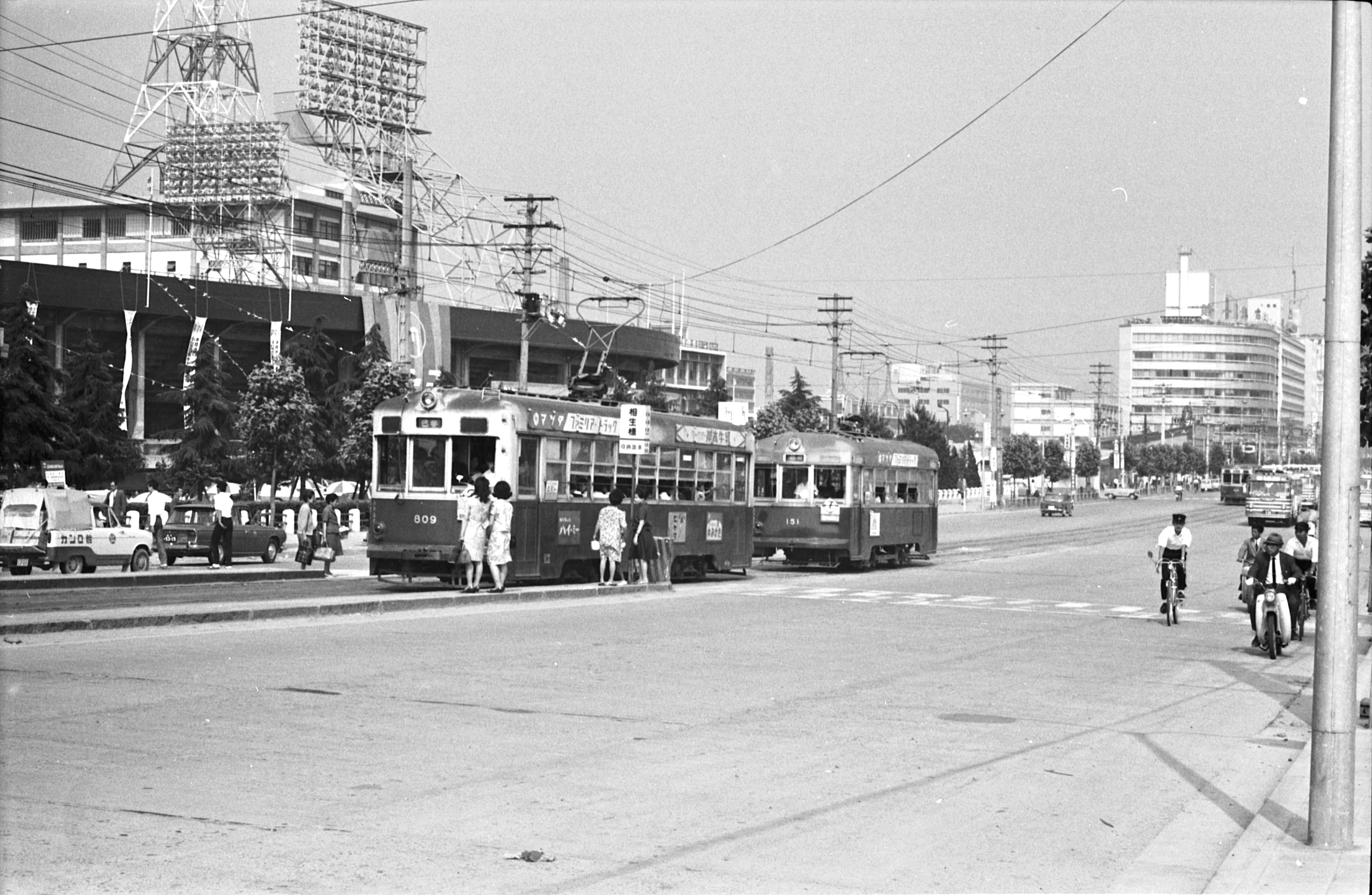
広島電鉄　809号　昭和41年6月　相生橋電停　後方は151号

廃車後も、長い間荒手車庫で倉庫代わりに使われていたが、2003年10月に解体された。

## 各車状況

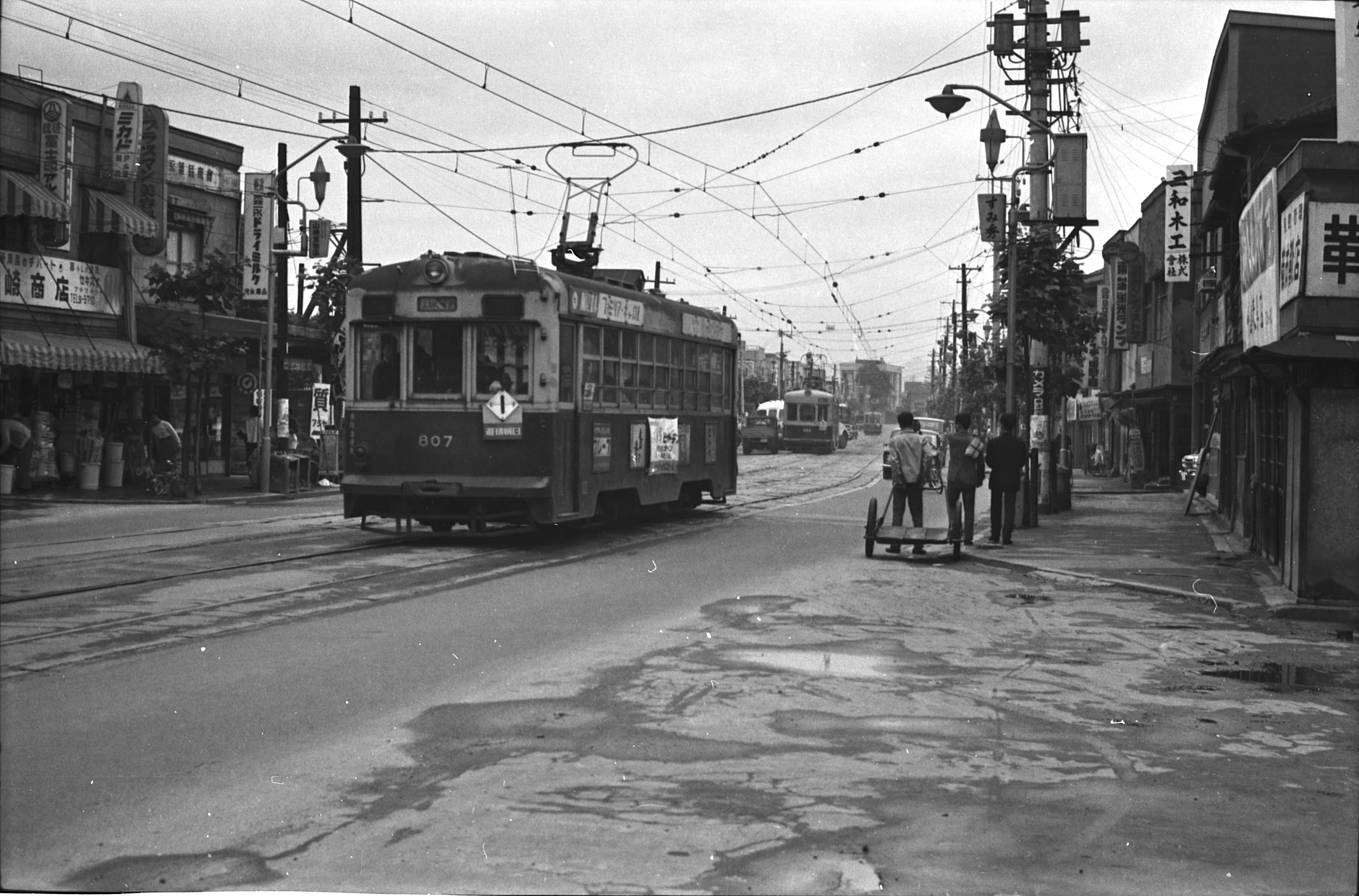
広島電鉄　807号　昭和41年6月　広島市皆実町

| 車番 | 竣工      | ワンマン改造  | 廃車          | 備考                            |
| 801  | 1951年3月 | 未実施        | 1976年1月31日 | 初代                            |
| 802  | 1951年3月 | 未実施        | 1976年1月31日 |                                 |
| 803  | 1951年3月 | 1976年7月26日 | 1983年9月15日 | ワンマン改造後 801（2代）に改番 |
| 804  | 1951年3月 | 未実施        | 1976年1月31日 |                                 |
| 805  | 1951年3月 | 未実施        | 1976年1月31日 |                                 |
| 806  | 1951年3月 | 未実施        | 1972年3月31日 |                                 |
| 807  | 1951年3月 | 未実施        | 1972年3月31日 |                                 |
| 808  | 1951年3月 | 未実施        | 1972年3月31日 |                                 |
| 809  | 1951年3月 | 未実施        | 1972年3月31日 |                                 |
| 810  | 1951年3月 | 未実施        | 1972年3月31日 |                                 |